# Zone (poème)
Pour les articles homonymes, voir Zone.
Zone est un poème de Guillaume Apollinaire, paru dans son recueil Alcools. Bien qu'il soit le dernier à avoir été écrit, il ouvre ce recueil publié en 1913.

## Contexte
Apollinaire compose Zone après avoir lu Les Pâques à New York de Blaise Cendrars. Il adopte alors le vers libre ainsi que la suppression de la ponctuation, à l'instar du nouveau procédé utilisé par son ami, que ce dernier reprendra en 1913 dans son célèbre poème La Prose du Transsibérien et de la petite Jehanne de France.
C'est après avoir assisté à une lecture par Blaise Cendrars de sa future publication, La Prose du Transsibérien et de la petite Jehanne de France, qu'Apollinaire aurait décidé de transformer à son tour son futur recueil. Il y place Zone en ouverture, ce qui lui donne valeur de manifeste, et supprime toute trace de ponctuation, s'inspirant de l'innovation de Cendrars. Alcools ayant été publié avant la Prose du Transsibérien, on attribue souvent à tort la primeur de la suppression de la ponctuation à Apollinaire. Selon lui, en poésie, le rythme du vers et de la respiration suffisent. Au-delà de cette considération, cette suppression lui permit de faire naître des images inédites en rapprochant certains termes comme par accident. On pense par exemple au vers de Zone : « Ils croient en Dieu ils prient les femmes allaitent des enfants » où, dans une première lecture, à cause de l'utilisation transitive du verbe « croire », l'absence de ponctuation conduit à lire le verbe « prier » comme étant lui aussi transitif, « les femmes » apparaissant alors comme complément d'objet direct du verbe. Ce procédé crée également des ambiguïtés de sens, enrichissant les lectures possibles. 

## Poésie
Zone est une œuvre de style cubiste, mais c'est aussi un poème élégiaque, lyrique. Tout au long de son texte, il évoque le monde et les nouveautés qui y sont apportées. Il insiste notamment sur la modernité et la diversité du monde de son siècle car, pour lui, le monde moderne est beau.
Tout au long de son texte, il aborde des thèmes tels que :
- l'évocation de son passé (v. 25 à 41)
- l'image du Christ, associé à un aviateur (v. 42 à 70)
- un retour au présent à Paris (v. 71 à 88)
- l'évocation de plusieurs villes et son emprisonnement de migrant, thèmes qui lui sont chers (v. 89 à 114).

Les poèmes ne figurent pas dans le recueil dans l'ordre où ils furent écrits. Zone, par exemple, fut composé en dernier, mais Apollinaire lui donna la première place. Ce poème liminaire, où l'on suit le poète (ou sa persona) déambulant dans Paris, puis dans ses souvenirs, introduit le lecteur dans l'univers d'Alcools et donne ainsi un certain nombre de clés de lecture. Il répond à Vendémiaire qui clôt le recueil. Zone commence une quête tandis que Vendémiaire l'achève, le poète tente avec un voyage parisien de percevoir, de se saisir du monde entier.

## Mise en chansons
Léo Ferré a mis en musique et chante ce poème dans son album Les poètes chantés par Léo Ferré. 
Le groupe belge Vive la fête utilise un extrait du poème Zone dans sa chanson Petit colibri.